# Paruline à couronne rousse
Setophaga palmarum
Espèce
Statut de conservation UICN

 LC  : Préoccupation mineure
La Paruline à couronne rousse (Setophaga palmarum, anciennement Dendroica palmarum) est une espèce de passereaux appartenant à la famille des Parulidae.

## Habitat
La Paruline à couronne rousse niche dans les tourbières de la forêt boréale coniférienne et d'autres habitats similaires.

## Sous-espèces
Cette paruline a deux sous-espèces normalement assez faciles à distinguer : Setophaga palmarum palmarum et Setophaga palmarum hypochrysea. Dans tous ses plumages, hypochrysea est plus jaune que la sous-espèce type. Cela est particulièrement vrai en plumage nuptial: palmarum a alors le ventre blanchâtre tandis que hypochrysea a le ventre jaune éclatant. La sous-espèce palmarum occupe l'ouest de l'aire de nidification, jusqu'à la Baie-James environ. La sous-espèce hypochrysea niche depuis l'est de l'Ontario jusqu'à Terre-Neuve. C'est cette dernière que l'on rencontre le plus souvent au Québec.

## Carte de répartition

Carte de répartition de l'espèce.
En jaune : zones de nidification
En bleu : zones d'hivernage